# Izopropil alkohol
Izopropil alkohol (Izopropanol, propan-2-ol, 2-propanol, IPA) je ime hemijskog jedinjenja sa molekulskom formulom . On je bezbojna, zapaljiva materija jakog mirisa. On je najjednostavniji primer sekundarnih alkohola, kod kojih je alkoholni ugljenik vezan za dva druga ugljenika, . On je strukturni izomer propanola.

## Osobine
Izopropil alkohol se može oksidovati do acetona. To se može postići koristeći oksidacione agense kao što je hromna kiselina, ili putem dehidrogenacije izopropil alkohola nad zagrejanim bakarnim katalizatorom:
Izopropil alkohol se često koristi kao rastvarač i izvor hidrida. Izopropil alkohol se može konvertovati u 2-bromopropan koristeći fosfor tribromid, ili dehidrisan do propena zagrevanjem sa sumpornom kiselinom.
Poput većine alkohola, izopropil alkohol reaguje sa aktivnim metalima kao što je kalijum do formira alkokside, koji se nazivaju izopropoksidi. Reakcija sa aluminijumom (inicirana tragovima žive) se koristi za pripremu katalizatora aluminijum izopropoksid.

## Literatura
- Yaws, C.L. (1999). Chemical Properties Handbook. McGraw-Hill. ISBN 978-0-07-073401-2.

## Spoljašnje veze
- Zdravstvene smernice
- za izopropil alkohol Архивирано на веб-сајту  (2. децембар 2011)